# René Viviani

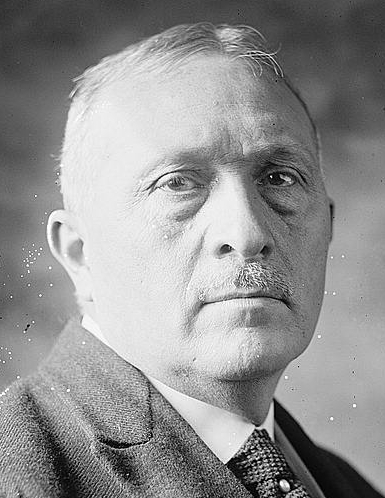
René Viviani

René Raphaël Viviani (Sidi-bel-Abbès (Algerije), 8 november 1863 - Le Plessis-Robinson, 7 september 1925) was een Frans politicus.

## Biografie
René Viviani werd op 8 november 1863 geboren in Sidi-bel-Abbès, Frans-Algerije. Reeds op jonge leeftijd voelde hij zich aangetrokken tot opkomende socialisme. In 1893 werd hij als socialist in de Kamer van Afgevaardigden (Chambre des Députés) gekozen voor het departement Seine. Als Kamerlid zette hij zich in voor de rechten van de arbeiders en de vakbeweging. In 1902 werd hij niet herkozen, maar keerde in 1906 voor het departement Creuse (Midden-Frankrijk) in de Kamer van Afgevaardigden terug. In hetzelfde jaar werd hij als minister van Arbeid en Sociale Zaken lid van het kabinet-Clemenceau I (25 oktober 1906 - 24 juli 1909). Omdat hij toetrad tot de "burgerlijke regering" van premier Georges Clemenceau werd hij uit de socialistische eenheidspartij Section Française de l'Internationale Ouvrière (SFIO, Franse Sectie van de Arbeiders Internationale) gesloten. Andere socialistische politici, zoals Aristide Briand, ondergingen hetzelfde lot. Viviani en de uitgesloten socialisten bleven als Socialistes Indépendants lid van de regering. Viviani behield de ministerspost van Arbeid en Sociale Zekerheid in het kabinet-Briand (24 juli 1909 - 3 november 1910).
De antiklerikale René Viviani was in 1910 met Briand, Alexandre Millerand, Paul Painlevé e.a. betrokken bij de vorming van de Parti Républicain Socialiste (PRS, Republikeins-Socialistische Partij).

## Premiertijdens de eerste oorlogsjaren
René Viviani was van 9 december 1913 tot 9 juni 1914 minister van Onderwijs en Schone Kunsten in het kabinet-Doumergue I. Hij bleef buiten het conservatief-republikeinse kabinet-Ribot IV, dat zeer kortstondig over Frankrijk regeerde, om uiteindelijk op 13 juli 1914 premier (Président du Conseil) te worden van een centrumlinks kabinet. Viviani werd ook minister van Buitenlandse Zaken. Op het moment dat hij als premier aantrad namen de spanningen in Europa toe. Kroonprins aartshertog Frans Ferdinand van Oostenrijk-Hongarije was eind juni vermoord door een Bosnisch-Servisch nationalist, waarna Oostenrijk-Hongarije plannen maakte om Servië binnen te vallen. Servië kreeg van Rusland de toezegging dat het bij een Oostenrijks-Hongaarse aanval zijn verplichtingen als bondgenoot zou nakomen. Duitsland, de aartsvijand van Frankrijk, was op zijn beurt bondgenoot van Oostenrijk-Hongarije. Frankrijk, samen met het Verenigd Koninkrijk, waren weer bondgenoten van Rusland. Oostenrijk-Hongarije viel Servië aan, waarna de Eerste Wereldoorlog binnen een maand een feit was.
Viviani kreeg de benodigde oorlogskredieten en steunde de oorlogsmaatregelen. Toch domineerde niet Viviani tijdens de bewogen juli-maand, maar de krachtige president, Raymond Poincaré. Ook tijdens het gezamenlijke bezoek van Poincaré en Viviani aan Rusland (20-23 juli) viel Viviani maar weinig op. Toen in augustus 1914 Frankrijk deel begonnen te nemen aan de oorlog, reorganiseerde Viviani zijn kabinet tot oorlogskabinet. In dit kabinet werden politici van diverse ideologieën opgenomen. De sluwe Clemenceau, die als geen ander inzag dat dit nieuwe Union Sacrée-kabinet weinig krachtig was, weigerde een ministerspost op zich te nemen.
In september 1915 vroeg de Servische regering Frankrijk om troepen te sturen om het land te verdedigen tegen de oprukkende Oostenrijkers. Het sturen van troepen lag gevoelig: enerzijds voelde de Franse regering zich verplicht militairen te sturen, anderzijds vonden het opperbevel en het grootste deel van de bevolking het ongehoord dat wanneer een deel van Frankrijk was bezet door de Duitsers, om troepen te sturen naar Servië. Zonder met de militaire leiding en het Franse parlement te overleggen besloot de regering medio september 1915 om troepen naar Servië te sturen. In de ogen van Viviani kon Frankrijk het zich niet veroorloven om lijdzaam toe te kijken hoe een bondgenoot zou worden verpletterd. Toen het parlement op de hoogte werd gesteld van het regeringsbesluit, besloot het dit besluit te steunen - hoewel veel parlementariërs zich, terecht, gepasseerd vonden. De verhouding tussen de republikeinse regering, en de conservatieve legerleiding verslechterde. Mede hierdoor verloor het parlement zijn vertrouwen in het kabinet en in oktober 1915 trad het af. Viviani's opvolger werd Aristide Briand, die spoedig geheel werd gedomineerd door de legerleiding.
In het kabinet-Briand was Viviani minister van Justitie (29 oktober 1915 - 20 maart 1917). In de loop van 1916 maakte hij met Albert Thomas deel uit van een Franse delegatie die Rusland bezocht. Ook bezocht Viviani na de oorlogsdeelname van de Verenigde Staten van Amerika dit land om de regering aldaar over te halen zoveel geld aan Frankrijk te lenen.
Van 1920 tot 1921 maakte Viviani deel uit van de Franse delegatie bij de Volkenbond. Vanaf 1922 was hij senator.
Hij overleed op 61-jarige leeftijd, op 7 september 1925 in La Plessis-Robinson.
René Viviani was getrouwd met Isabella Viviani, oprichtster van een school in Épinal.

## Trivia
- Hij was een vrijmetselaar[7]

## Verwijzingen
1. ↑  14-18, De Eerste Wereldoorlog, door: Dr. R.L. Schuursma (hoofdred.), band 1, blz. 164 (1975)
2. ↑  14-18, De Eerste Wereldoorlog, door: Dr. R.L. Schuursma (hoofdred.), band 1, blz. 272 (1975)
3. ↑  idem
4. ↑  14-18, De Eerste Wereldoorlog, door: Dr. R.L. Schuursma (hoofdred.), band 2, blz. 545 (1975)
5. ↑  14-18, De Eerste Wereldoorlog, door: Dr. R.L. Schuursma (hoofdred.), band 2, blz. 546 (1975)
6. ↑  14-18, De Eerste Wereldoorlog, door: Dr. R.L. Schuursma (hoofdred.), band 3, blz. 879 (1976)
7. ↑  Les Chroniques des francs-maçons

- Bibliothèque nationale de France: cb12132688m (data)
- Gemeinsame Normdatei: 124960405
- International Standard Name Identifier: 0000 0001 2127 3225
- Library of Congress Control Number: n89608607
- Nationale Bibliotheek van Tsjechië: xx0224314
- Nationale bibliotheek van Australië: 48380541
- Nationale Bibliotheek van Israël: 987007278367905171
- Nederlandse Thesaurus van Auteursnamen: 142770604
- SNAC: w6tm8fs6
- Système universitaire de documentation: 029774799
- Trove: 1481856
- Virtual International Authority File: 34491827
- WorldCat: E39PBJgXfyq4wrqMwhpqbdvGpP